# MTV Hits (Italia)
MTV Hits è stato un canale televisivo a pagamento prodotto da MTV Italia e dedicato alla trasmissione degli ultimi videoclip musicali di successo. Il canale ha iniziato le trasmissioni il 28 agosto 2003 sulla piattaforma satellitare Sky al canale 704 e ha chiuso definitivamente il 1º agosto 2015.

## Programmi

### Palinsesto
- Hits non Stop
- MTV Live
- Pop Profiles
- Pop Up Videos
- Top 5
- Top 10 Hits Now
- Top 20 Hits Now

### Speciali
- Katy Perry's Pop Party
- Max Pezzali a Sanremo
- Subsonica raccontano Eden
- J-Ax vs italian rap

## Loghi

28 agosto 2003 - 28 giugno 2004
28 giugno 2004 - 19 marzo 2007
19 marzo 2007 - 10 gennaio 2011
10 gennaio - 1º luglio 2011
1º luglio 2011 - 29 ottobre 2013
29 ottobre 2013 - 1º agosto 2015